# Eon (comics)
Pour les articles homonymes, voir Eon.
Eon est une entité cosmique évoluant dans l’univers Marvel de la maison d'édition Marvel Comics. Créé par Jim Starlin, le personnage de fiction apparaît pour la première fois dans le comic book Captain Marvel vol.1 #29 en 1973.

## Biographie du personnage
Eon est le rejeton de l’Éternité et d’Infinité (en), né il y a plus de 8 milliards d'années. 
Chargé de protéger le Temps et l'Axe céleste (le flux de l'énergie à travers l'univers), il observe souvent l’humanité depuis sa dimension secrète appelée les Brumes temporelles. Il a aussi pour mission de veiller au maintien des conditions de vie dans l'univers. Pour cela, il chercha un champion qu'il adouberait Protecteur de l'univers. Le premier champion se nommait Glakandar et il fut choisi il y a 5 milliards d'années. Au même moment, Eon créa les Bracelets Quantiques, artéfacts destinés au champion.
Dans une époque plus récente, il appointa Captain Mar-Vell, un Kree, en tant que Protecteur. Ce fut le seul à ne pas recevoir les bracelets. Eon lui offrit à la place une conscience cosmique, dans le but d'affronter Thanos, le champion de la Mort.
À la mort de Mar-Vell, Eon nomma Quasar pour affronter Maelstrom, le champion d’Anomalie. Finalement, Eon fut tué et sa fille Epoch lui succéda.
Il semble qu’Eon ne soit pas vraiment mort, mais juste en exil dans une autre dimension.

## Pouvoirs et capacités
Comme toute entité cosmiques, les pouvoirs d'Eon sont incalculables. Il possède une conscience cosmique et une certaine forme d'omniscience. Il peut doter d'autres êtres d'une faible partie de sa conscience cosmique. Eon est une entité passive, mais on l'a déjà vu réanimer des morts, se téléporter à travers l'espace et d'autres dimensions, contrôler sa taille et léviter.